# Split Lakes
Split Lakes är en sjö i Antarktis. Den ligger i Östantarktis. Australien gör anspråk på området. Split Lakes ligger 23 meter över havet. Den sträcker sig 0,8 kilometer i nord-sydlig riktning, och 0,2 kilometer i öst-västlig riktning.